# The Inner Circle
The Inner Circle er en amerikansk stumfilm fra 1912 af D. W. Griffith.

## Medvirkende
- Adolph Lestina
- Jack Pickford
- J. Jiquel Lanoe
- Mary Pickford
- Charles Hill Mailes